# Canal Once (Maldonado)
Canal Once de Punta del Este, es un canal de televisión generalista, emite en todo el departamento de Maldonado. 

## Historia
CXB11 inició sus transmisiones el 13 de junio de 1974, siendo propiedad de la Familia Romay-Salvo y el grupo Monte Carlo. Su programación es generalista, con programas enfocados en la región y el departamento, aunque también retransmite programas del Canal 4 de Montevideo. 
En 2014, Canal 11 empieza a transmitir en la TDT abierta a través del canal 41 UHF.
El 25 de mayo de 2019 un incendio causó destrozos en sus estudios del Barrio Cantegril de Punta del Este y afectó sus emisiones por unas 12 horas.